# Агапит I
Ага́пит I (лат. Agapetus PP. I; умер 22 апреля 536) — папа Римский с 5 мая 535 года по 22 апреля 536 года.

## Биография

### Происхождение
Агапит родился в Риме, точная дата его рождения неизвестна. Он был сыном Гордиана, римского священника, который был убит во время беспорядков в период папства Симмаха (498—514). Имя отца может указывать на родственные связи с двумя другими папами — Феликсом III (483—492) и Григорием I (590—604).

### Папа римский
Агапит сотрудничал с Кассиодором в поиске в Риме библиотеки церковных авторов на греческом и латинском языках и помог Кассиодору перевести греческих философов на латынь.
Историк Джеффри Ричардс описывает его как «последнего оставшегося в живых симмахианца старой закалки», поскольку Агапит был рукоположен в сан диакона, возможно, в 502 году, во время Лаврентьевского раскола. Агапит был избран папой в 535 году. Его первым официальным актом стало сожжение в присутствии клириков анафемы, которой Бонифаций II наказал своего умершего соперника Диоскора по ложному обвинению в симонии.
Агапит подтвердил декреты Карфагенского собора, в соответствии с которыми епископы, впавшие в арианство, лишались права вернуться в сущем сане в лоно Церкви. Он также принял обращение епископа Рьеза, которого совет в Марселе осудил за безнравственность, и приказал Цезарию Арелатскому предоставить обвиняемому право нового судебного разбирательства в присутствии папских делегатов.
Между тем, византийский полководец Велизарий готовился к вторжению в Италию. Готский король Теодат добился того, чтобы Агапит отправился в Константинополь, чтобы повлиять в интересах Италии на императора Юстиниана. Для покрытия расходов на посольство Агапит заложил священные кубки Римской церкви. Он отправился в середине зимы с пятью епископами и большой свитой в Константинополь. В феврале 536 года папа появился в столице Востока. Агапит сразу отошел от обсуждения политических вопросов, для решения которых король и отправил его на восток, и обратился к религиозным.
Византийской патриарший престол в это время занимал Анфим, который покинул свою епископскую кафедру в Трапезунде. Анфима обвиняли в ереси Евтихия, однако несмотря на протесты части духовенства, императрица Феодора усадила его в патриаршее кресло. Местное духовенство довело до сведения Агапита обвинения в адрес патриарха, и папа приказал Анфиму покаяться в ереси и вернуться в свою епархию. В противном случае Агапит грозил отказаться иметь какие-либо отношения с ним. Император угрожал Агапиту изгнанием, на что папа, как гласит легенда, ответил: «С надеждою я пришел смотреть на великого христианского императора Юстиниана. На его месте я нашел Диоклетиана, чьи угрозы, однако, меня не пугают». В итоге Агапит добился своего. Юстиниан согласился с рукоположением преемника Анфима, Мины. Уцелели четыре письма Агапита. Два были адресованы Юстиниану в ответ на письмо от императора, в котором он отказывается признать положения арианства. Третье было адресовано епископам Африки и было на ту же тему. Четвёртое являлось ответом на поздравления Репарата, епископа Карфагенского, которые он послал папе в честь его интронизации.
Вскоре после этого Агапит заболел и умер 22 апреля 536 года, пробыв на престоле всего десять месяцев. Его останки были уложены в свинцовый гроб и доставлены в Рим, где похоронены в притворе собора Святого Петра.

## Почитание
Агапит I был канонизирован римско-католической и православной церквями. Его память почитается в католичестве 20 сентября, в день перенесения его мощей в Рим, а в православии — 17(30) апреля.